# لويس كينغ
لويس كينغ (بالإنجليزية: Louis King)‏ (و. 1898 – 1962 م) هو ممثل، ومخرج سينمائي، وممثل أفلام، من الولايات المتحدة الأمريكية، ولد في كريستيانسبورغ، توفي في لوس أنجلوس، عن عمر يناهز 64 عاماً.

## وصلات خارجية
- لويس كينغ على موقع IMDb (الإنجليزية)
- لويس كينغ على موقع ألو سيني (الفرنسية)
- لويس كينغ على موقع تيرنر كلاسيك موفيز (الإنجليزية)
- لويس كينغ على موقع أول موفي (الإنجليزية)
- لويس كينغ على موقع قاعدة بيانات الأفلام السويدية (السويدية)
- لويس كينغ على موقع قاعدة بيانات الفيلم (الإنجليزية)
- لويس كينغ على موقع كينوبويسك (الروسية)